# Аденин
Аденинът (6-аминопурин, C5H3N4NH2) е бяла кристална пуринова база. Принадлежи към групата на големите азотни бази, заедно с гуанин, съдържащи се в нуклеиновите киселини. Участва и в структурата на аденозинтрифосфата АТФ.

## Роля
- Аденинът има значение за осъществяването на клетъчното дишане, влизайки в структурата на АТФ.
- Още по-съществена е ролята му като структура на нуклеотидите - основни структурни единици на нуклеиновите киселини - ДНК и РНК. Молекулата на ДНК се състои от две полинуклеотидни вериги, а всяка от тях е изградена от свързани помежду си нуклеотиди. Двете полинуклеотидни вериги се свързват помежду си чрез водородни връзки, образуващи се между азотните бази от нуклеотидите на едната верига с азотните бази от нуклеотидите на другата верига. Свърването между двете вериги е комплементарно, т.е. всяка база се свързва с точно определена база от другата верига. Така Аденин се свързва с Тимин. Чрез образуването на множество водородни връзки в молекулата на ДНК се определя стабилността на молекулата и в съхранението на наследствената информация.

В молекулата на РНК и по-точно на тРНК, в която се образуват двуверижни участъци, Аденин се свързва комплементарно с азотна база Урацил.